# Trilogie des Snopes
La trilogie des Snopes est un groupe de trois romans du genre southern gothic écrits par William Faulkner : Le Hameau, La Ville, Le Domaine. La genèse du projet s'intitule Le Père Abraham, et n'est constituée que d'une cinquantaine de feuillet restés à l'état de projet de roman avorté (1927). Dans la note qui figure en ouverture du Domaine, l'auteur dit avoir eu l'idée de la chronique à partir de 1925. La trilogie unifiée paraît en trois volumes sous le titre Snopes : A Trilogy en 1964 chez Random House, puis paraît en 1994 en un seul volume dans une édition préfacée par John Garrett ; traduite en français, elle paraît en 2007 chez Gallimard.

## Trilogie des Snopes

### Le Hameau
La rédaction du roman commence en fin de l'année 1938, retravaillant et compilant deux nouvelles inédites intitulées L'Après-midi d'une vache et L'Incendiaire. Le roman est terminé en octobre 1939, et paraît le 1er avril 1940. La traduction française parait en décembre 1959.

### La Ville
Mis en chantier en 1955, le deuxième volet de la trilogie des Snopes est achevé en septembre 1956, et paraît le 1er mai 1957. La traduction française paraît en mars 1962, près de quatre mois avant la mort de Faulkner.

### Le Domaine
Commencée en janvier 1958, la dactylographie du dernier volet de la trilogie des Snopes ; le roman, achevé en mars 1959, et paraît le 13 novembre 1959. La traduction française paraît en mars 1962.